# Kofoed Anchersvej
Kofoed Anchersvej er en gade i Espergærde. Den forbinder Kløvermarken mod nord med Hornbækvej mod syd.

## Navnet
Kofoed Anchersvej har navn efter Peter Kofoed Ancher, som i 1919 købte den daværende ejendom Mellemvangsgården og lod store dele af dens jorder udstykke.

## Beliggenhed
Kofoed Anchersvej begynder, hvor Kløvermarken ender (ved Espergærdecentret) og forløber mod syd ned til Hornbækvej (oprindeligt til Tibberupvej).

## Kollektiv trafik
Vejen betjenes af lokale buslinjer.

## Boliger
Vejen er omgivet af boligkvarterer af forskellig alder og fremtræden.
Mod nord og på den østlige side ligger først villakvarteret Svinget, der strækker sig til Stokholmsvej. Syd for Stokholmsvej følger et blandet boligområde. 
Længst mod syd ligger Tibberupparken som et etageboligområde med lokal købmand og en skole, Tibberupskolen. 
På den vestlige side ligger nordligst en enkelt række boliger, der syd for Stokholmsvej breder sig som et boligområde omkring Mellemvangsvej og Mindevej. 
Syd for Svinebækken ligger et større villaområde opført i 1960-erne, som strækker sig mod vest til Hovvej.

## Erhverv
Der ligger ingen erhverv langs vejen.